# 크리스티네 폴크만
크리스티네 카타리나 폴크만(독일어: Christine Katharina Volkmann, 1960년 ~ )은 독일의 경제학자로 부퍼탈 대학의 슘페터 경영경제대학에서 유네스코 기업가정신과 문화간 경영학 석좌를 맡고 있다.